# 京都迎宾馆

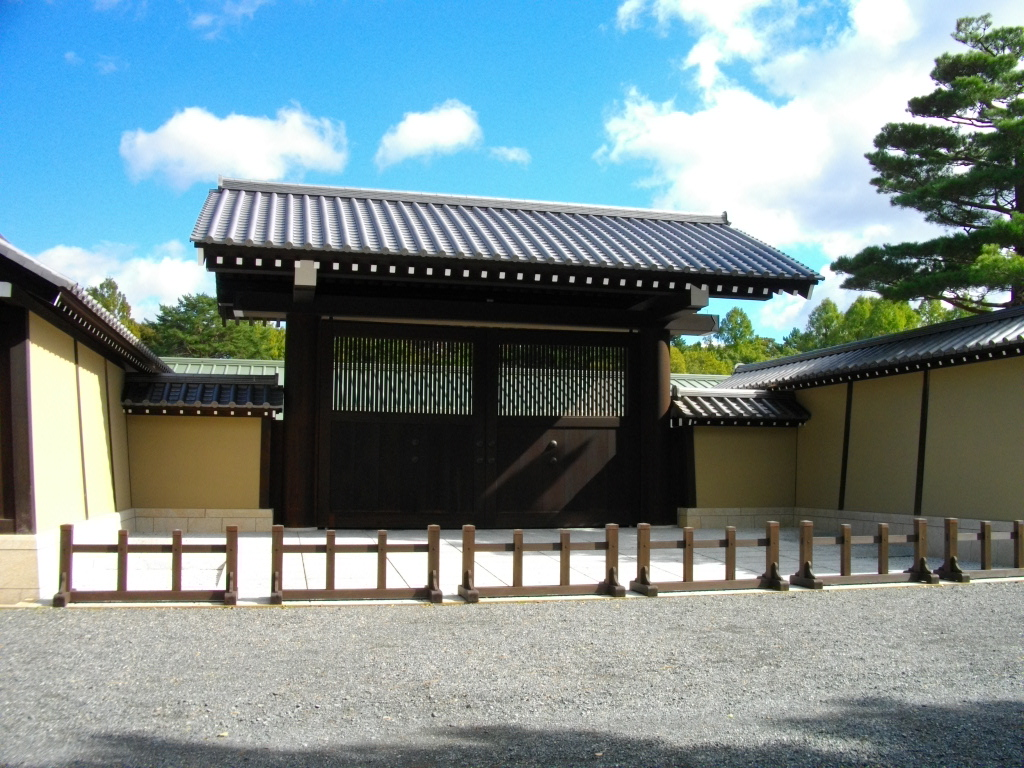
京都迎宾馆正门

京都迎宾馆（日语：／ Kyōto Geihinkan */?）是日本的一座国家迎賓館，位于京都府京都市上京区京都御苑東北部。

## 概説

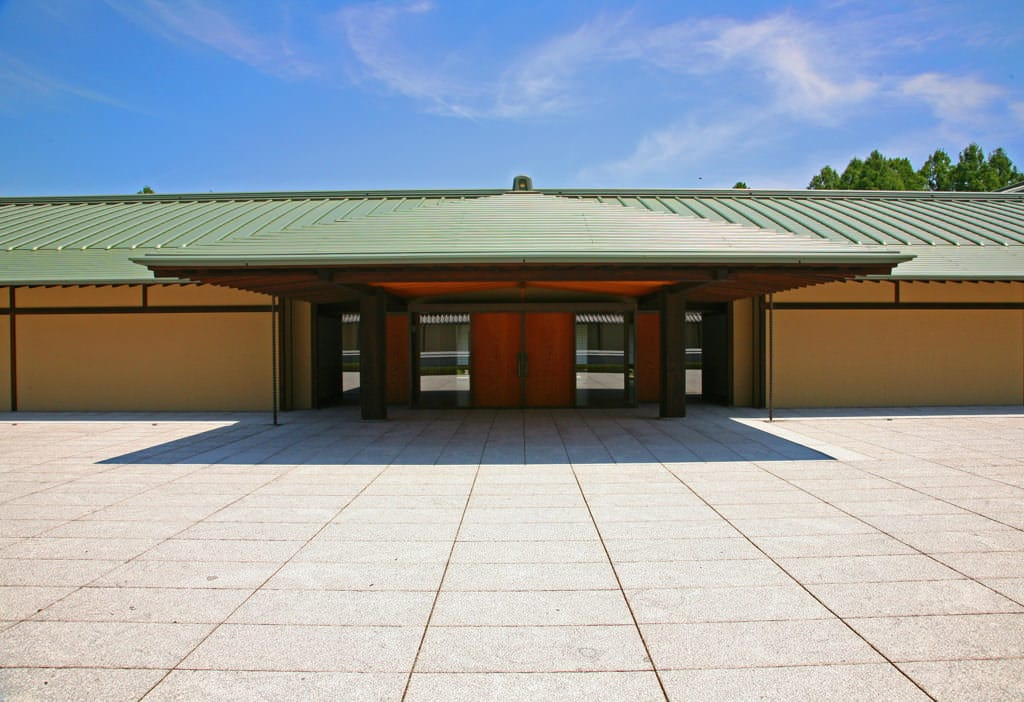
正面玄関

京都迎賓館于1994年（平成6年）10月由内阁决议决定建設，2005年（平成17年）4月17日開館。由内閣府管理运营，用于招待海外宾客，并帮助其加深理解日本的历史文化。。
与东京西洋风格的赤坂迎賓館不同，京都迎宾馆采用和風建築风格，由日建設計事务所设计。建筑的南部为「表」（即公共场所），包括会议、餐饮设施；北部为「奥」（即私人设施），供宾客居住。
京都迎宾馆开馆后接待的第一位国宾是越南社會主義共和國主席阮明哲（2007年11月28日–29日）。
京都迎宾馆有開放一般人士免預約付費入內參觀，每週三以及接待外賓時會暫停開放。

## 设施
- 夕映之間（／ Yūbae no ma）
- 藤之間（／ Fuji no ma）
- 桐之間（／ Kiri no ma）
- 瀧之間（／ Taki no ma）

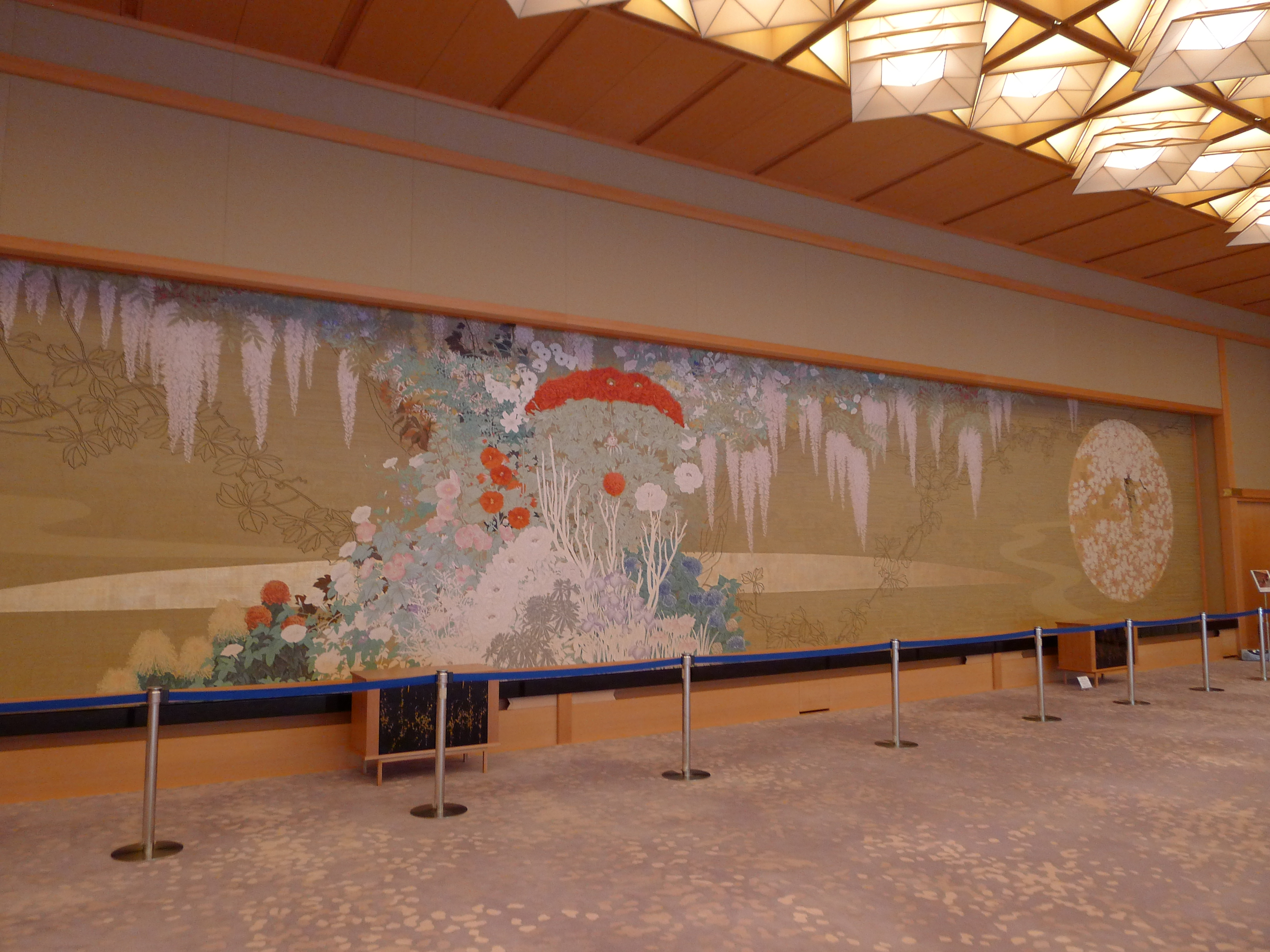
藤之間

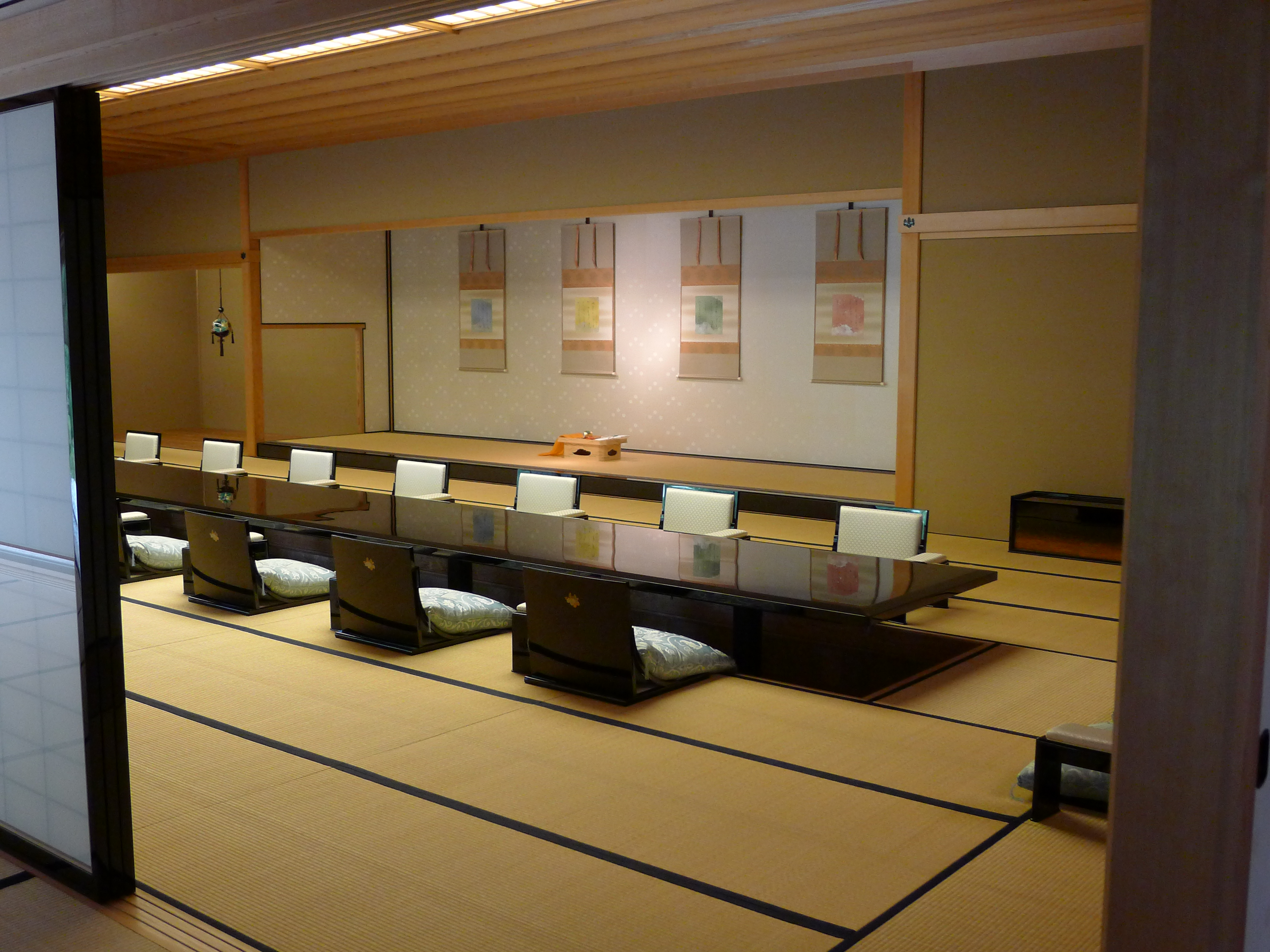
桐之間

- 貴船之間（／ Kibune no ma）
- 水明之間（／ Suimei no ma）
- 聚樂之間（／ Jyuraku no ma）

## 日本庭園
包括玄關前的「真之庭」、館内中央的「行之庭」、賓客宿泊室的「草之庭」。
|  |  |  |  |

## 脚注
1. ↑  .   [2019-05-14]. （原始内容存档于2016-07-02）.